# 金珠工业区
金珠工业区是中华人民共和国吉林省吉林市龙潭区下辖的一个类似乡级单位。

## 行政区划
下辖以下地区：金珠社区和豫园社区。